# Савчук, Валентина Николаевна
Валенти́на Никола́евна Савчу́к (укр. Валентина Миколаївна Савчук; род. 19 января 1975, Залазье, Волынская область) — украинская легкоатлетка, специалистка по спортивной ходьбе. Выступала на профессиональном уровне в 1995—2003 годах, обладательница бронзовой медали Всемирной Универсиады, чемпионка Украины, участница летних Олимпийских игр в Сиднее. Мастер спорта Украины международного класса.

## Биография
Валентина Савчук родилась 19 января 1975 года в селе Залазье.
Впервые заявила о себе в лёгкой атлетике на международном уровне в сезоне 1995 года, когда вошла в состав украинской сборной и выступила на Кубке мира по спортивной ходьбе в Пекине, где в дисциплине 10 км заняла 91-е место.
В 1996 году одержала победу на чемпионате Украины в ходьбе на 10 км.
В 1997 году в ходьбе на 10 км защитила звание национальной чемпионки, показала 26-й результат на Кубке мира в Подебрадах и четвёртый результат на молодёжном европейском первенстве в Турку. Принимала участие в чемпионате мира в Афинах — в ходьбе на 10 000 метров не смогла преодолеть предварительный квалификационный этап.
В 1998 году в дисциплине 10 км заняла 35-е место на Кубке Европы по спортивной ходьбе в Дудинце.
В 1999 году стартовала в 20-километровой ходьбе на Кубке мира в Мезидон-Канон и на чемпионате мира в Севилье, в обоих случаях сошла с дистанции. Будучи студенткой, представляла Украину на Всемирной Универсиаде в Пальме, где завоевала бронзовую награду на 10-километровой дистанции.
В 2000 году на Кубке Европы в Айзенхюттенштадте финишировала седьмой в личном зачёте 20 км и тем самым помогла соотечественницам стать бронзовыми призёрками командного зачёта. Благодаря череде успешных выступлений удостоилась права защищать честь страны на летних Олимпийских играх в Сиднее — в программе 20 км показала время 1:33:22, расположившись в итоговом протоколе соревнований на 12-й строке.
В мае 2001 года на домашнем старте в Ужгороде превзошла всех соперниц и установила ныне действующий рекорд Украины в ходьбе на 5000 метров на открытом стадионе — 20:46.60. Помимо этого, заняла 12-е место на Кубке Европы в Дудинце и шестое место на Всемирной Универсиаде в Пекине.
В 2003 году в ходьбе на 20 км выиграла серебряную медаль на чемпионате Украины в Евпатории, показала 16-й результат на Кубке Европы в Чебоксарах. По окончании сезона завершила спортивную карьеру.